# Gare de Shinonoi
La gare de Shinonoi (篠ノ井駅, Shinonoi-eki) est une gare ferroviaire de la ville de Nagano, dans la préfecture de Nagano au Japon. La gare est gérée par les compagnies JR East et Shinano Railway.

## Situation ferroviaire
La gare de Shinonoi est située au début de la section Shinonoi - Nagano de la ligne principale Shin'etsu et à la fin des lignes Shinonoi et Shinano Railway.

## Histoire
La gare a été inaugurée le 15 août 1888.

## Services aux voyageurs

### Accès et accueil
La gare dispose d'un bâtiment voyageurs, avec guichets, ouvert tous les jours.

### Desserte
- Ligne Shinonoi :
  - voie 1 : direction Matsumoto et Shiojiri
- Ligne Shinano Railway :
  - voie 1 : direction Ueda et Karuizawa
- Ligne principale Shin'etsu :
  - voies 2 et 3 : direction Nagano